# Nastro d'argento al migliore attore in un film commedia

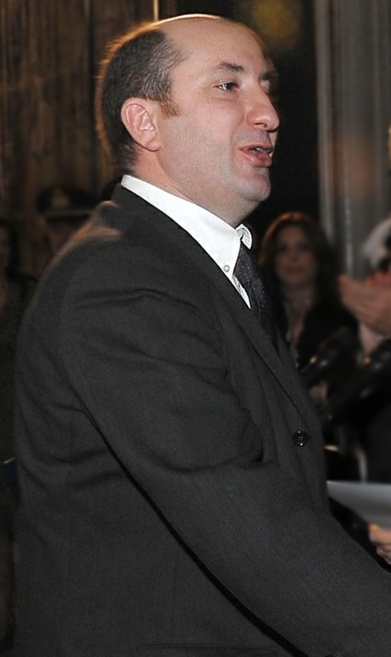
Antonio Albanese è stato il primo vincitore del premio.

Il Nastro d'argento al Miglior attore commedia è un riconoscimento cinematografico italiano assegnato annualmente dal Sindacato Nazionale Giornalisti Cinematografici Italiani a partire dal 2018.

## Albo d'oro
I vincitori sono indicati in grassetto, a seguire gli altri candidati.

### Anni 2010-2019
- 2018:[1]
  - Antonio Albanese - Come un gatto in tangenziale
  - Carlo Buccirosso e Giampaolo Morelli - Ammore e malavita
  - Sergio Castellitto - Il tuttofare
  - Edoardo Leo - Smetto quando voglio - Ad honorem e Io c'è
  - Marco Giallini - Io sono Tempesta
  - Massimo Popolizio - Sono tornato
  - Carlo Verdone - Benedetta follia
- 2019 Stefano Fresi - C'è tempo, L'uomo che comprò la Luna, Ma cosa ci dice il cervello
  - Paolo Calabresi e Guglielmo Poggi - Bentornato Presidente
  - Corrado Guzzanti - La prima pietra
  - Fabio De Luigi - 10 giorni senza mamma, Ti presento Sofia
  - Alessandro Gassmann e Fabrizio Bentivoglio - Croce e delizia

### Anni 2020-2029
- 2020: Valerio Mastandrea – Figli
  - Luca Argentero – Brave ragazze
  - Giorgio Colangeli – Lontano lontano
  - Giampaolo Morelli – 7 ore per farti innamorare
  - Gianmarco Tognazzi – Sono solo fantasmi
- 2021[2][3]:Elio Germano - L'incredibile storia dell'Isola delle Rose
  - Fabio De Luigi - 10 giorni con Babbo Natale
  - Simone Liberati - L'amore a domicilio
  - Nando Paone - Il ladro di cardellini
  - Eduardo Scarpetta - Carosello Carosone
  - Fabio Volo - Genitori vs influencer
- 2022: Francesco Scianna e Filippo Timi – Il filo invisibile
  - Fabrizio Bentivoglio – Settembre
  - Salvatore Esposito – La cena perfetta
  - Pierfrancesco Favino – Corro da te
  - Gianfelice Imparato – Querido Fidel
- 2023: Antonio Albanese - Grazie ragazzi
  - Claudio Bisio - Vicini di casa
  - Paolo Calabresi - I migliori giorni
  - Nicola Rignanese - Margini
  - Giorgio Tirabassi - Il pataffio
- 2024: Maurizio Lombardi - Romeo è Giulietta
  - Antonio Bannò - La guerra del Tiburtino Terzo
  - Andrea Carpenzano - Un altro ferragosto
  - Gabriel Montesi e Riccardo Scamarcio - Sei fratelli
  - Francesco Scianna - Cattiva coscienza
- 2025:  Yuri Tuci – La vita da grandi (ex aequeo) Pietro Castellitto – Diva Futura
  - Edoardo Leo – Follemente e 30 notti con il mio ex
  - Rocco Papaleo – U.S. Palmese
  - Alessandro Siani e Leonardo Pieraccioni – Io e te dobbiamo parlare